# Bosquerola de Mèxic
La bosquerola de Mèxic (Granatellus venustus) és un ocell de la família dels cardinàlids (Cardinalidae).

## Hàbitat i distribució
Habita el bosc decidu, vegetació secundària i matoll àrid de les terres baixes del Pacífic de l'oest de Mèxic des del nord de Sinaloa cap al sud fins Chiapas i les illes Marías.

## Taxonomia
En algunes classificacions la població de les illes Marías és considerada una espècie de ple dret:
- Granatellus francescae Baird, SF, 1865 - bosquerola de les Marías.[3]